# Evangelická luterská církev v Americe
Evangelická luterská církev v Americe (ELCA) (anglicky: Evangelical Lutheran Church in America) je luterská církev působící na území Spojených států. Založená byla 1. ledna 1988 sloučením tří luterských církví. 

## Členové
V roce 2019 měla 3,3 milionu členů v 8 972 farnostech. ELCA se hlásí k odkazu Martina Luthera a luterské reformace. Duchovním povoluje oddat páry stejného pohlaví a do duchovní služby ordinuje také ženy. Oproti ní Luterská církev - Missourská synoda, druhá nejpočetnější luterská církev v USA (má přes 2 milióny členů), např. neordinuje ženy na duchovní. Stejně jako Wisconsinská evangelická luterská synoda (WELS), v současnosti třetí největší luterská církev v USA (v r.2020 měla přes 349.000 věřících, působí i v sousední Kanadě). 

## Liturgie
Duchovní ELCA při bohoslužbě nosí ornát nebo albu se štólou.